# Нашид, Мохамед
Мохамед Нашид (мальд. މުހައްމަދު ނަޝީދު; род. 17 мая 1967, Мале, Мальдивы) — мальдивский политический и государственный деятель; президент Мальдивской республики в 2008—2012 годах, первый демократически избранный президент страны. 

## Биография
Мохамед Нашид родился в городе Мале, по вероисповеданию — мусульманин-суннит.
Был членом парламента Мальдив, основатель и кандидат в президенты от Демократической партии Мальдив. Мохамед Нашид последовательно критиковал деятельность предыдущего президента Момун Абдул Гаюма, за что подвергался арестам. В 1991 году организация «Международная амнистия» признала Нашида узником совести.
Был избран президентом 28 октября 2008 года. Выборам президента предшествовало подписание Момун Абдул Гаюмом демократической конституции из-за волнений внутри страны и международного давления. По итогам выборов Нашид набрал 54 процента голосов, а действующий президент Момун Абдул Гаюм только 46 процентов.

### На посту президента
11 ноября 2008 года Нашид вступил в должность президента Мальдивских островов.
Мохамед Нашид выдвинул план, согласно которому в течение следующего после его избрания десятилетия Мальдивы должны выйти на нулевой уровень эмиссии парникового газа. Это связано с тем, что острова находятся очень невысоко над уровнем моря, и при незначительном повышении этого уровня вследствие глобального потепления, спровоцированного парниковым эффектом, рискуют быть затопленными. Нашид планировал полностью перевести страну на солнечную и ветроэнергетику. Он утверждал, что стоимость перехода на возобновляемые источники энергии будет меньше, чем те средства, которые Мальдивы уже тратят на электроэнергию. Как часть более широкой кампании, проводимой международной экологической неправительственной организацией 350.org, направленной на публикацию информации об угрозах изменения климата на Мальдивах, Нашид провёл первое в мире совещание кабинета министров под водой. Это совещание произошло 17 октября 2009 года близ острова Гирифуши, участники совещания были облачены в снаряжение для дайвинга.
7 февраля 2012 года в результате политического кризиса и акций протеста Нашид объявил о своей отставке.

### После отставки
В октябре 2012 году Нашид был на короткое время арестован, так как не явился на слушания по делу о злоупотреблении полномочиями в период президентства. Тем не менее, суд разрешил Нашиду выехать в Индию до 9 февраля. Новые слушания должны были состояться 10 февраля, но Нашид снова проигнорировал вызов в суд, укрывшись на некоторое время на территории посольства Индии в столице Мальдив, после чего был выдан новый ордер на его арест. В марте 2013 года он был вновь арестован, но через день был освобождён.
В феврале 2015 года Нашида вновь арестовали по обвинению, связанному с арестом главы Уголовного суда страны Абдула Мохаммеда в 2012 году .
В марте 2015 года суд признал Нашида виновным в том, что он издал незаконный приказ задержать Абдуллу Мохамеда, что было квалифицировано судом как терроризм, и приговорил Нашида к 13 годам заключения. Организация «Международная амнистия» выразила сомнение в том, что право Нашида на справедливое судебное разбирательство было обеспечено и назвала судебный процесс над ним выборочным подходом к правосудию. 
В 2016 году ему позволили выехать для лечения в Великобританию, где ему предоставили политическое убежище. 
После того, как в сентябре 2018 года президентские выборы выиграл его родственник Ибрагим Солих, Нашид вернулся на Мальдивы и в 2019 году был избран в парламент, после чего был избран председателем парламента.
6 мая 2021 года рядом с домом Нашида произошёл взрыв, он был ранен и госпитализирован. Нашид перенёс 16-часовую операцию. Полиция заявила, что нападение было совершено религиозными экстремистами, было арестовано трое подозреваемых.

## Фильмография
| Год  |   | Русское название   | Оригинальное название | Роль  |
| ---- | - | ------------------ | --------------------- | ----- |
| 2011 | ф | Президент островов | The Island President  | камео |